# Star Film (Indie orientali olandesi)
La Star Film è stata una casa di produzione cinematografica con sede a Batavia, nelle Indie orientali olandesi.
Fondata nel 1940 dall'imprenditore cinese etnico Jo Eng Sek e dal cameraman cinese Cho' Chin Hsin in pieno rilancio dell'industria cinematografica delle Indie, produsse soltanto cinque film in bianco e nero, dei quali due diretti dallo stesso Jo e gli altri tre da Wu Tsun.
Venne smantellata nel 1942 a seguito dell'occupazione giapponese del territorio, interrompendo la realizzazione di un ulteriore lungometraggio; tutte le sue pellicole sono oggi considerate perdute, sebbene avessero contribuito a lanciare le carriere degli attori S Waldy e Elly Yunara e a mantenere alte quelle di Saeroen e Rd Ariffien, acquisiti dalla concorrente Union Films.

## Storia

### La fondazione (1940)
Jo Eng Sek, un uomo d'affari con la passione per il cinema che aveva prodotto nel 1929 Si Tjonat di Nelson Wong, e Cho' Chin Hsin, operatore di ripresa di Shanghai, fondarono la Star Film nel 1940, occupandosi l'uno dei finanziamenti per le pellicole e l'altro dell'attrezzatura. La sede centrale era a Prinsenlaan, Batavia (l'attuale Mangga Besar, Giacarta), vicino alla concorrente gemella Union Films.

### Ilcorpuscinematografico (1941)

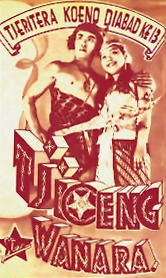
La locandina di Tjioeng Wanara, secondo film della Star

Nell'aprile 1941 uscì il primo film dell'azienda, il poliziesco Pah Wongso Pendekar Boediman (con la regia dello stesso Jo), che ebbe come attore protagonista, nel ruolo di sè stesso, L. V. Wijnhamer Jr., un lavoratore sociale indonesiano molto popolare nella comunità cinese locale. Fu un grande successo commerciale e permise alla compagnia di espandersi.
Jo poté assumere quindi il veterano Rd Ariffien in veste di sceneggiatore, strappandolo alla Union, e pubblicizzò ampiamente l'evento, per via del grande prestigio di questi nell'ambito giornalistico e cinematografico. I due però realizzarono un unico lungometraggio insieme, Tjioeng Wanara (ispirato alla leggenda sundanese Ciung Wanara così come raccontata da M. A. Salmoen nel libro pubblicato nel 1938 da Balai Poestaka). Ad Ariffien infatti non piacque il risultato finale e il modo in cui era stato trattato il suo soggetto e scelse di ritornare al precedente studio. Diversi attori del cast invece avrebbero continuato a lavorare per la Star Film fino alla fine, tra cui il comico S Waldy e la futura produttrice cinematografica Elly Joenara.
L'azienda, forte comunque del trionfo commerciale dell'opera, continuò a ingrandirsi e prese come secondo regista il cinese Wu Tsun, che riuscì a completare Lintah Darat, un dramma sulle vicende di una famiglia dilaniata dai rapporti con uno strozzino la cui produzione risaliva a prima di Tjioeng Wanara, che venne ben accolto dalla critica. A questo punto venne messo in cantiere un sequel di Pah Wongso Pendekar Boediman, sempre con Wu in cabina di regia e il neo-assunto Saeroen (pure lui, come Ariffien, proveniente dalla Union) alla sceneggiatura. Distribuita come Pah Wongso Tersangka, tale commedia venne maggiormente incentrata sulle interazioni tra Waldy, Pah Wongso e il comico Sarip.

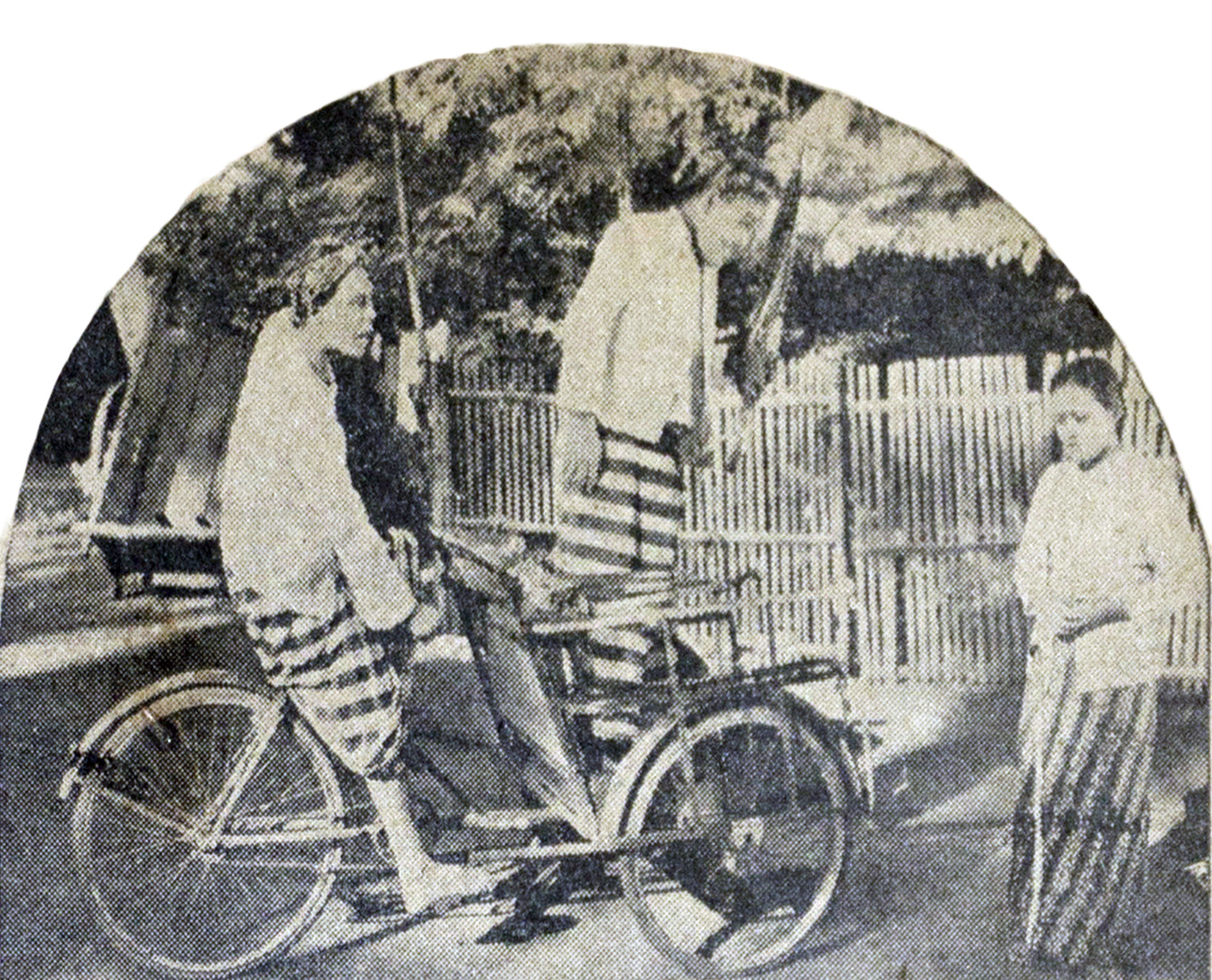
Una scena del film Lintah Darat

Saeroen se ne andò dopo aver scritto un secondo film, Ajah Berdosa, basato sulla triste storia di un paesano di nome Mardiman, il quale perde ogni suo avere per colpa di una donna "moderna". Fu pubblicizzato dal periodico di Singapore The Straits Times come:
I critici lo accolsero favorevolmente e la Star, sul finire dell'anno, si avviò a sviluppare un adattamento de Le mille e una notte, intitolato 1001 Malam, sulla scia delle numerose trasposizioni da parte di altre case di produzione della stessa materia letteraria, come Aladin e Koeda Sembrani della Tan's Film, Moestika dari Djemar della Populair's Film e Ratna Moetoe Manikam della Java Industrial Film.

### L'invasione giapponese e la forzata chiusura (1942)
Nei primi mesi del 1942, il governo coloniale delle Indie orientali olandesi aveva cominciato a preoccuparsi della possibilità di un'invasione da parte dell'Impero del Giappone. Il timore raggiunse la popolazione e a febbraio la rivista cinematografica Pertjatoeran Doenia dan Film riportò che diversi studios si sarebbero allontanati dalla capitale coloniale Batavia o sarebbero andati in pausa dalla produzione; in particolare venne riportato che la Star Film, sebbene stesse realizzando il succitato 1001 Malam, figurava tra quelle che si stavano preparando a trasferirsi. Tuttavia a marzo davvero ci fu l'occupazione giapponese e l'azienda fu costretta a chiudere definitivamente, insieme a tutte le altre presenti nelle Indie.

## Filmografia

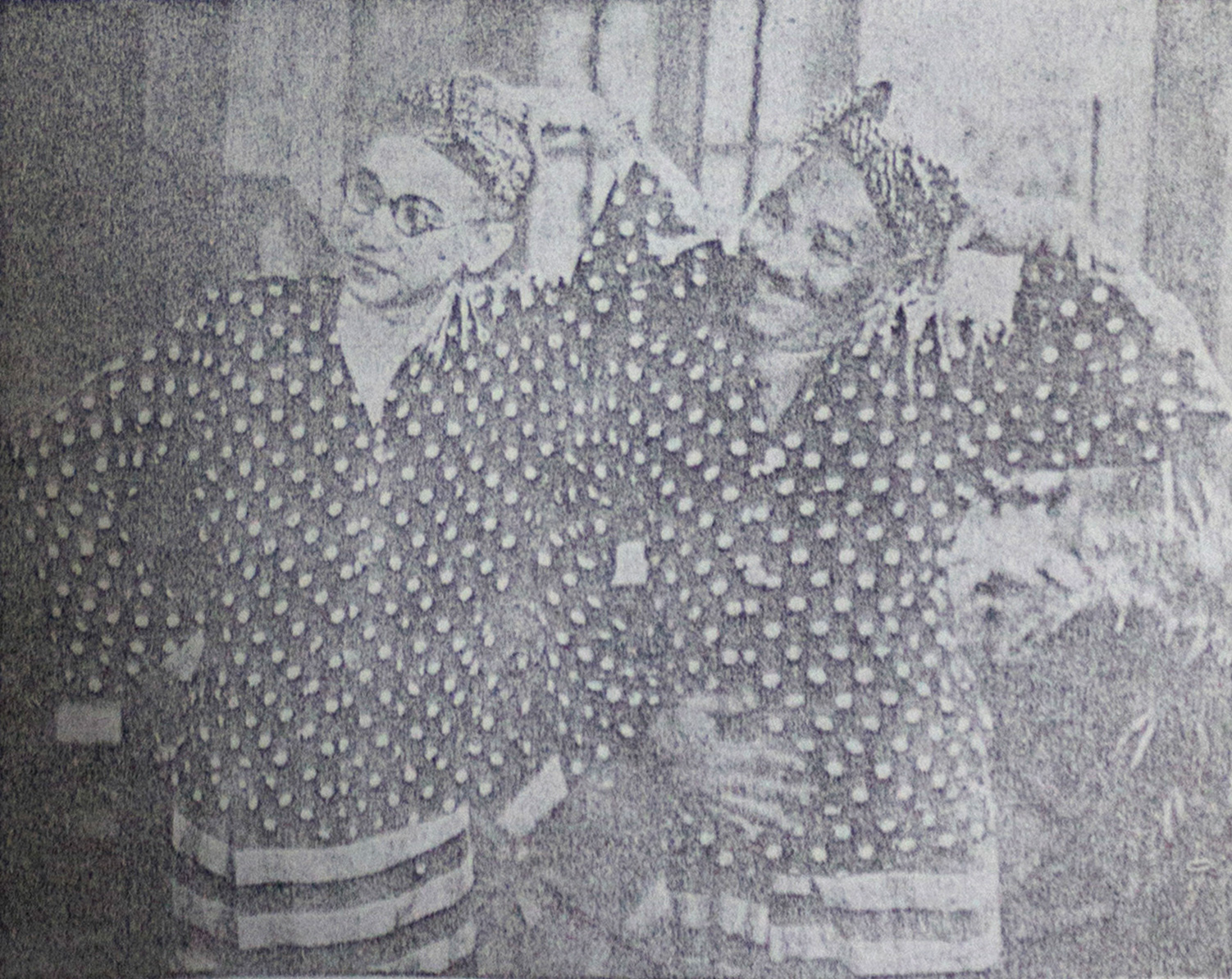
Pah Wongso e Sarip in una scena di Pah Wongso Tersangka (1941)

Star Film, come accennato, produsse in due anni sei lungometraggi in bianco e nero, che godettero di un'ampia distribuzione nelle Indie orientali olandesi. Secondo i dati raccolti dallo storico del cinema indonesiano Misbach Yusa Biran, alcuni di essi, come Pah Wongso Pendekar Boediman, sarebbero stati visti anche nella Malesia britannica, in Cina e a Singapore. Sebbene si registrino alcune proiezioni durante la seconda metà degli anni quaranta (come quelle di Tjioeng Wanara a Surabaya nel 1948 e di Lintah Darat a Singapore nel novembre 1949), sono considerati perduti, soprattutto in seguito all'incendio che distrusse, tra il 1952 e il 1953, gran parte del magazzino della Produksi Film Negara, fatto che portò alla deliberata eliminazione di ogni bobina realizzata nel territorio. All'epoca si girava su un'infiammabile pellicola di nitrato di cellulosa e l'antropologo visuale statunitense Karl G. Heider suggerisce che la totalità delle produzioni precedenti a quella data sia da considerarsi irrecuperabile, sebbene lo storico del cinema JB Kristanto, nel suo Katalog Film Indonesia 1926-1995, riporti che diversi lungometraggi sopravvissero negli archivi della Sinematek Indonesia e il collega Misbach Yusa Biran aggiunga che a salvarsi furono numerosi film di propaganda giapponesi, sfuggiti al Servizio informazioni del governo olandese.
- Pah Wongso Pendekar Boediman,[N 2] regia di Jo Eng Sek (1941)
- Tjioeng Wanara, regia di Jo Eng Sek (1941)
- Lintah Darat,[N 3] regia di Wu Tsun (1941)
- Pah Wongso Tersangka,[N 4] regia di Wu Tsun (1941)
- Ajah Berdosa,[N 5] regia di Wu Tsun (1941)
- 1001 Malam[N 6] (incompleto)